# خوان بيرنجوير
خوان بيرنجوير (بالإنجليزية: Juan Berenguer)‏ هو لاعب كرة قاعدة أمريكي، ولد في 30 نوفمبر 1954 في أغوادولسي (بنما) في بنما.

## وصلات خارجية
- خوان بيرنجوير على موقع دوري كرة القاعدة الرئيسي (الإنجليزية)
- خوان بيرنجوير على موقعبيزبول رفرنس.كوم (الدوري الرئيسي) (الإنجليزية)
- خوان بيرنجوير على موقعبيزبول رفرنس.كوم (الدوري الثانوي) (الإنجليزية)
- خوان بيرنجوير على موقع إي إس بي إن.كوم (أم.أل.بي) (الإنجليزية)
- خوان بيرنجوير على موقع مشجعي الرسوم البيانية (الإنجليزية)